# Георги Сапов
Георги Алексиев Сапов е български офицер (генерал-майор) и политик. Той е вътрешен министър на България в периода 23 ноември 1935 – 4 юли 1936 г.

## Биография
Георги Сапов е роден на 24 ноември (12 ноември стар стил) 1873 г. в Разград. През 1895 г. завършва Военното училище в София и е произведен в чин подпоручик. Служи в 20-и пехотен полк и във Военното училище. През 1899 г. е произведен в чин поручик, през 1904 г. в чин капитан. Служи в 17-и пехотен доростолски полк и 6-и пехотен търновски полк.
През Балканската война (1912 – 1913) Георги Сапов е командир на дружина в 54-ти пехотен полк. На 14 юли 1913 г. е произведен в чин майор. През Първата световна война до 1916 г. е командир на дружина в 17-и пехотен полк, след което поема командването на 22-ри пехотен тракийски полк. На 14 август 1916 г. е произведен в чин подполковник, след което е назначен за командир на 66-и пехотен полк. След края на войните, на 5 юли 1919 г. е произведен в чин полковник. Служи и като комендант на столицата.
След войните Сапов длъжностите началник на 5-и пограничен участък, командир на 4-ти пехотен полк, помощник председател на пограничния комитет и командир на Осма пехотна тунджанска дивизия. През 1926 г. е назначен за началник на Канцеларията при Министерството на войната. На 26 март 1928 г. е произведен в чин генерал-майор. През 1929 г. е уволнен от служба и за известно известно време ръководи службата за оплаквания при Министерския съвет. В периода 23 ноември 1935 – 4 юли 1936 г. е министър на вътрешните работи и народното здраве в първото правителство на Георги Кьосеиванов.

## Военни звания
- Подпоручик (1895)
- Поручик (1899)
- Капитан (1904)
- Майор (14 юли 1913)
- Подполковник (14 август 1916)
- Полковник (5 юли 1919)
- Генерал-майор (26 март 1928)